# Basilique Saint-Jacques de Levoča
Pour les articles homonymes, voir basilique Saint-Jacques.
La basilique Saint-Jacques de Levoča (en slovaque : Bazilika svätého Jakuba) est une église d'architecture gothique située à Levoča en Slovaquie, à laquelle l’Église catholique donne les statuts d’église paroissiale et de basilique mineure. La construction a commencé au XIVe siècle. Elle est dédiée à Jacques de Zébédée.
L'intérieur abrite plusieurs autels gothiques, dont le maître-autel, le plus haut autel en bois du monde réalisé par l'atelier de Maître Paul de Levoča, achevé en 1517. L'église, la deuxième plus grande de Slovaquie, abrite également du mobilier et des œuvres d'art bien conservées. Le clocher date du XIXe siècle. L'église a été ajoutée au Patrimoine mondial de l'UNESCO (Levoča, château de Spiš et monuments culturels associés) en 2009. C'est aussi un Monument national. En 2015, le pape François a déclaré l'église basilique mineure.

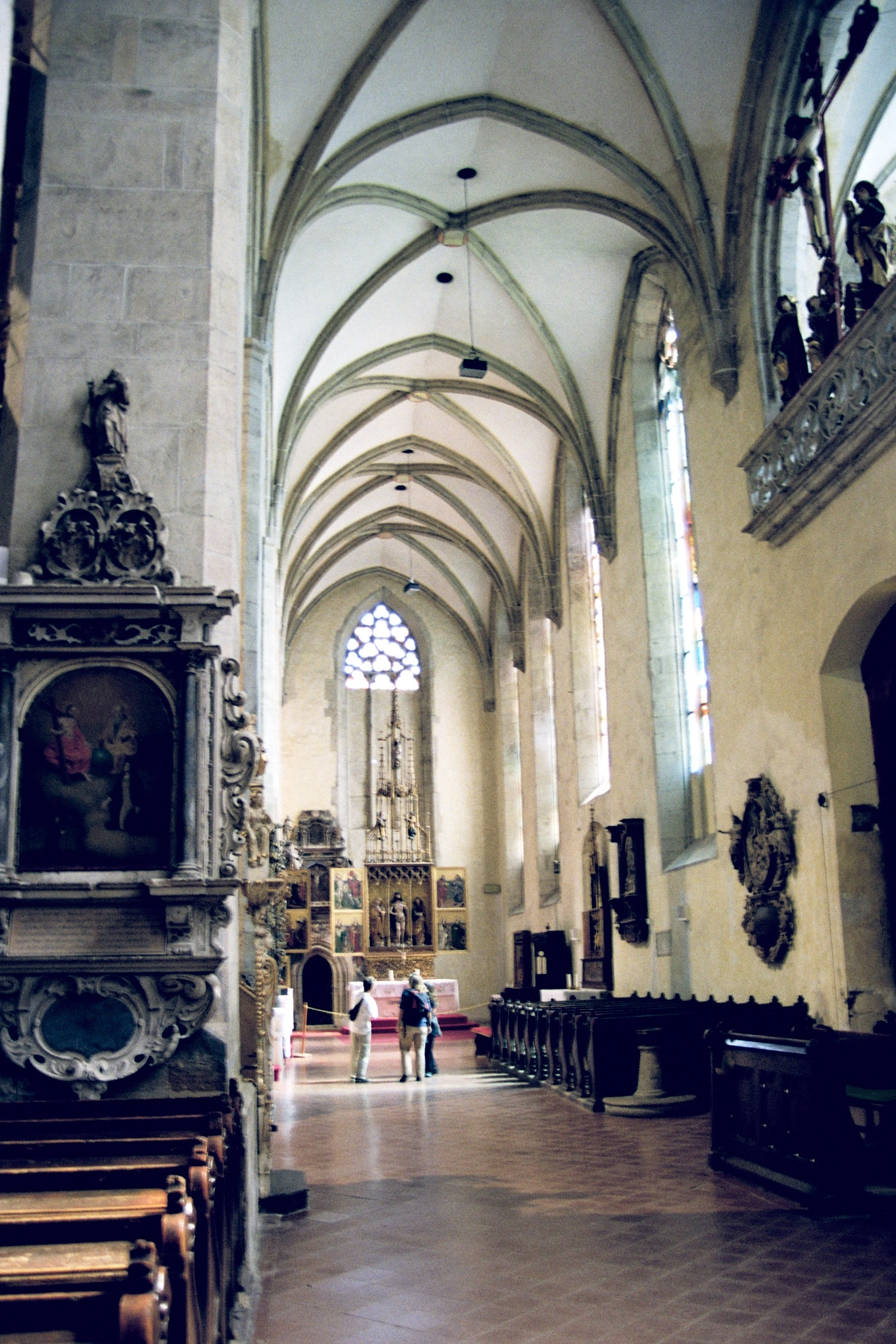
Nef latérale.
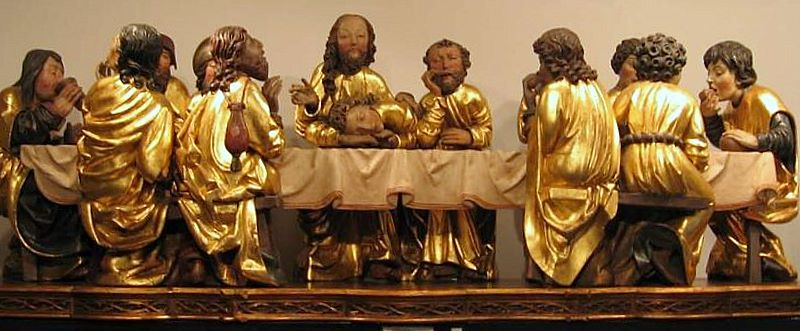
La Cène, détail du maître-autel.
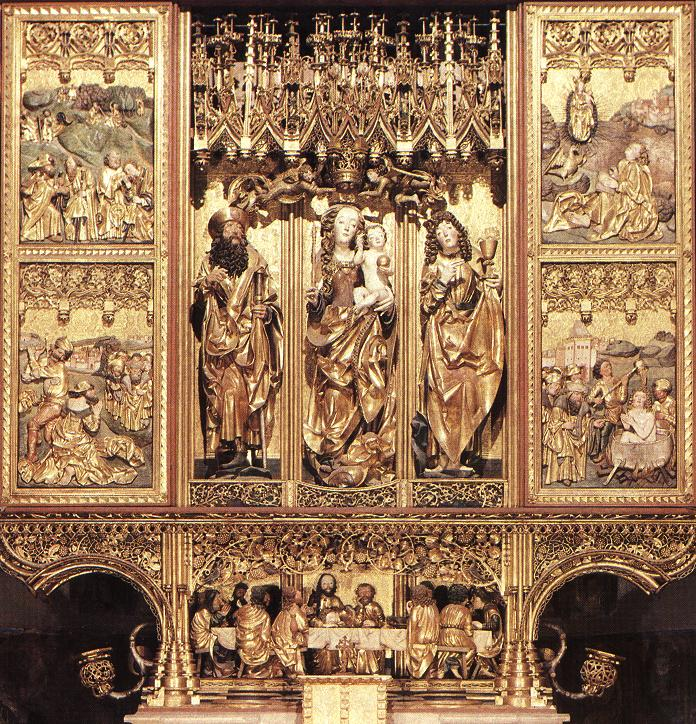
Le maître-autel.
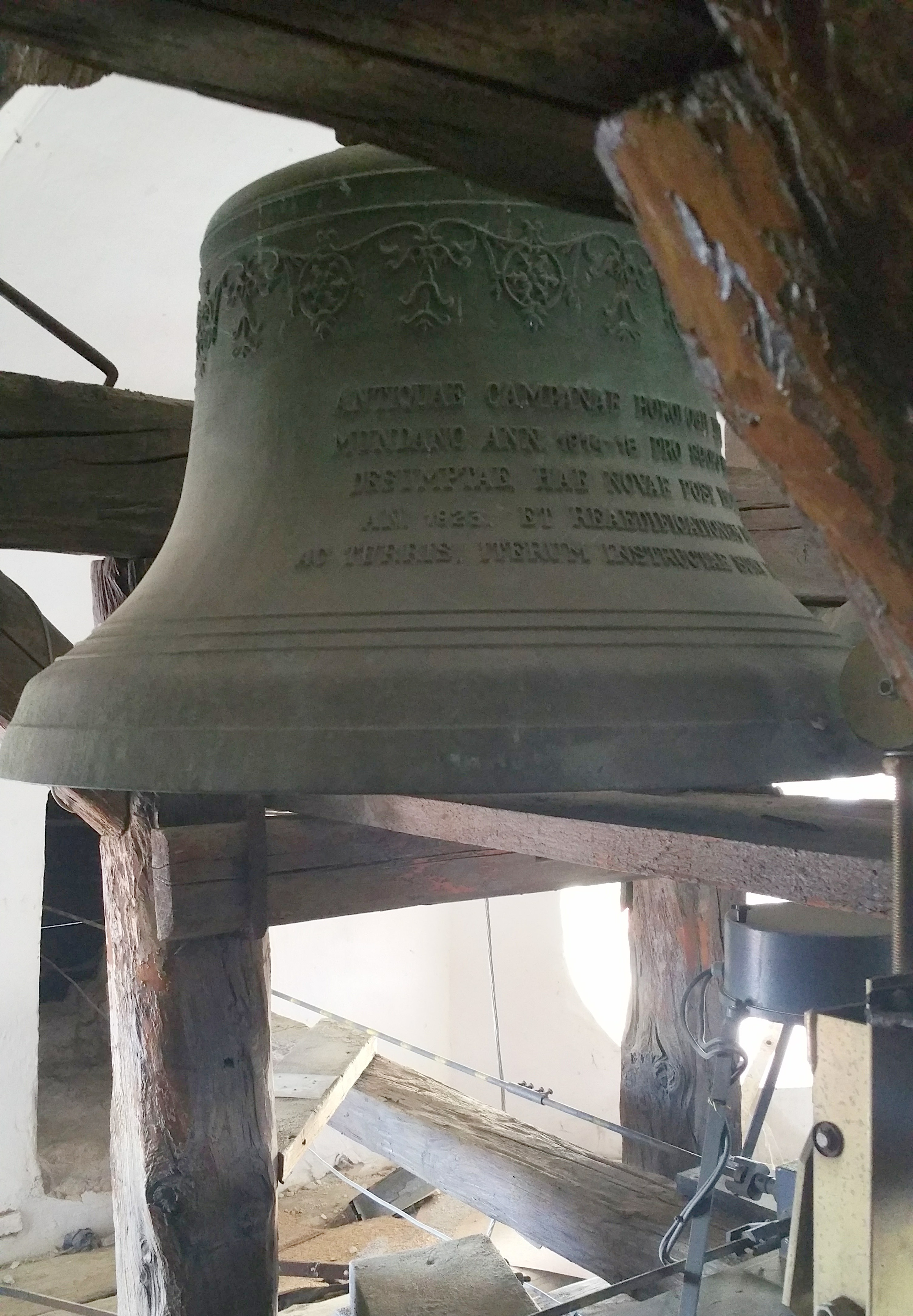
Cloche de la tour.
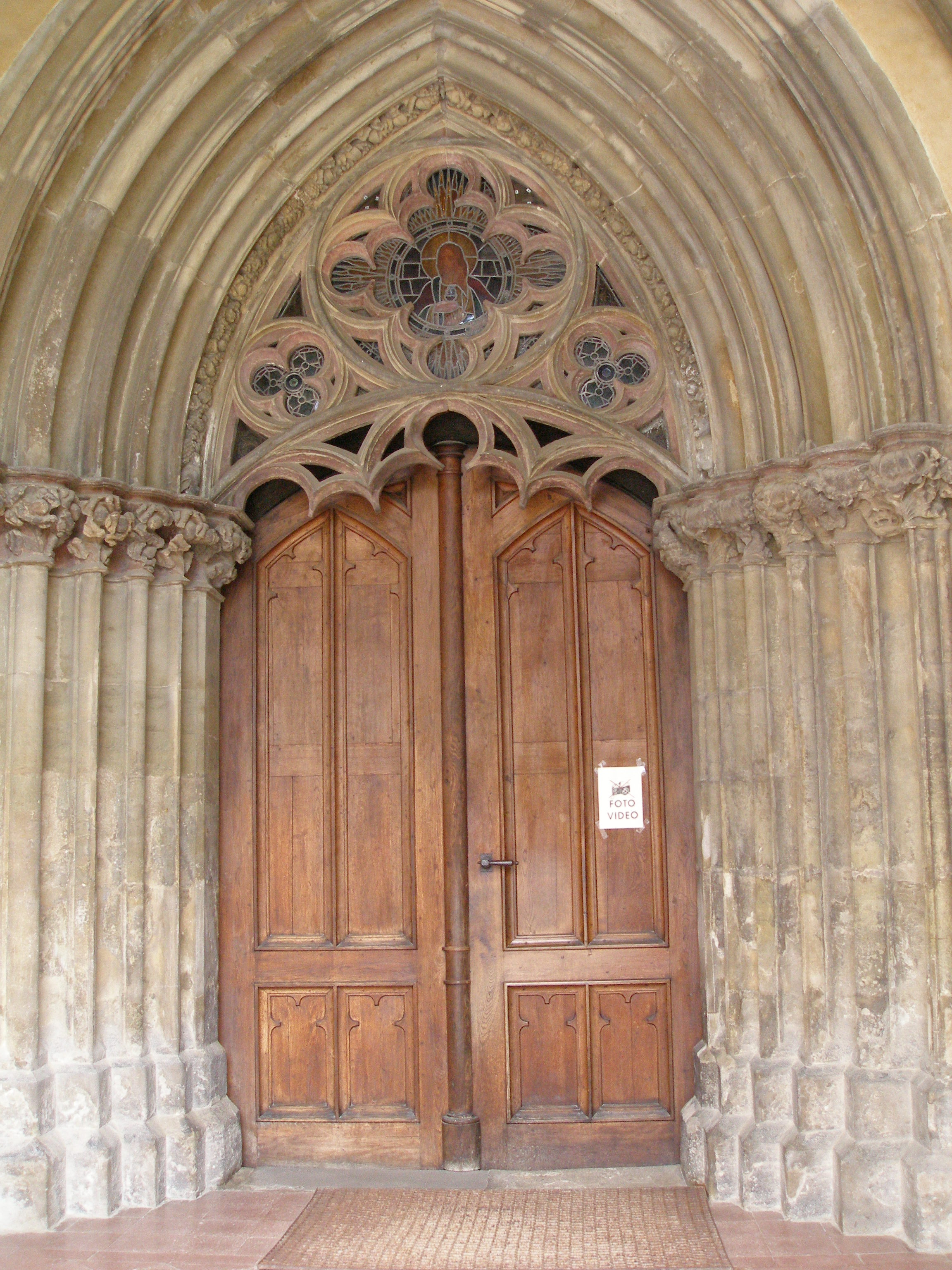
Portail.

## Histoire
Construite par étapes entre 1280 et 1400 dans le style gothique, elle a subi des extensions telle sa tour bâtie au XIXe siècle. Le maître-autel du Maître Paul de Levoča y mesure 18,6 m de haut, ce qui en fait le plus grand du monde. Il a été sculpté dans du bois de tilleul entre 1507 et 1517,.
L'orgue actuel qui a remplacé un orgue antérieur a été réalisé par Hans Hummel, un facteur d'orgues d'origine allemande, à partir de 1622. Au cours de la construction, Hummel a malheureusement fait une chute mortelle en 1630, et l'orgue a été achevé par le facteur d'orgues polonais Juraj Nitrovský. À l'époque, c'était le plus grand orgue du Royaume de Hongrie. Il était à l'origine situé dans la nef nord de l'église, avant d'être déplacé dans le chancel actuel au XIXe siècle.